# تاکوما آبه
تاکوما آبه (انگلیسی: Takuma Abe؛ زادهٔ ۵ دسامبر ۱۹۸۷) بازیکن فوتبال اهل ژاپن است.
از باشگاه‌هایی که در آن بازی کرده‌است می‌توان به توکیو وردی، وی‌اف‌آر آلن و توکیو اشاره کرد.